# Antonio Pilipovic
Antonio Pilipovic (* 26. August 1997) ist ein deutscher Basketballspieler kroatischer Abstammung.

## Laufbahn
Pilipovic wurde in der Jugend der Köln 99ers und der RheinStars Köln ausgebildet. Zwischen September 2015 und Dezember 2016 bestritt er 23 Spiele für die Herrenmannschaft der RheinStars Köln in der 2. Bundesliga ProA. Im Laufe der Saison 2016/17 hatte Pilipovic mit Verletzungen zu kämpfen und kam nur auf zwei ProA-Einsätze. Er verließ Köln im Jahr 2017 und wechselte an die Drake University (US-Bundesstaat Iowa). Er studierte dort das Fach Vermarktung und gehörte von 2017 bis 2020 der Basketball-Hochschulmannschaft an. Pilipovic wurde in 56 Spielen eingesetzt und erzielte für die Mannschaft der ersten NCAA-Division im Mittel 2,1 Punkte je Begegnung.
Nach seiner Rückkehr nach Deutschland stand er im Spieljahr 2020/21 beim Zweitligisten PS Karlsruhe unter Vertrag. Der Flügelspieler brachte es in 24 Einsätzen für die Karlsruher auf durchschnittlich 6,3 Punkte sowie 2,3 Rebounds je Begegnung. In der Sommerpause 2021 wechselte er innerhalb der 2. Bundesliga ProA von Karlsruhe zu Ehingen/Urspring. Im November 2021 erlitt er einen Kreuzbandriss. An alter Wirkungsstätte bei den RheinStars Köln (2. Bundesliga ProB) kehrte er Ende September 2022 in den Leistungssport zurück.
Im Sommer 2023 wechselte der Flügelspieler innerhalb der Liga zu den Dragons Rhöndorf. Mit Rhöndorf belegte er in der Saison 2023/24 der Hauptrunde der ProB-Südstaffel den ersten Platz und gewann mit der Mannschaft Ende Mai 2024 den Meistertitel. In der Saison 2024/25 war Pilipovic in Rhöndorf gleichzeitig Spieler und Geschäftsführer.

## Erfolge
- Meister der ProB: 2024